# Mehrbach
Der Mehrbach ist ein 23 km langer, rechter Zufluss der Wied.
Die Gewässerkennzahl ist 27164, das Einzugsgebiet hat eine Größe von 65,868 km².

## Verlauf
Der Mehrbach entspringt im Norden des Westerwaldes nördlich von Werkhausen, in der Nähe der Grenze zwischen Rheinland-Pfalz und Nordrhein-Westfalen, und fließt in südlicher Richtung. Auf seinem Weg zur Wied durchzieht er zunächst die Gemarkungen von Werkhausen, Hasselbach und Forstmehren. Dann bildet er die Grenze zwischen den Ortsgemeinden Ersfeld und Kraam und durchläuft in südwestlicher Richtung den Ort Mehren. Südlich von Hirz-Maulsbach bis hin zur Mündung bildet der Mehrbach mit einer Unterbrechung bei Dasbach die Grenze zwischen dem rechtsseitigen Landkreis Neuwied und dem linksseitigen Landkreis Altenkirchen. Im Landkreis Neuwied berührt der Mehrbach alleine die Ortsgemeinde Asbach (Westerwald) mit den Ortsteilen und Weilern Altenhofen, Niedermühlen, Kapaunsmühle, Diefenau, Altenburg und Ehrenstein; im
Landkreis Altenkirchen nacheinander die Gemeinden Kescheid und Rott. Vom Weiler Dasbach bis zur Mündung in die Wied bei Kloster Ehrenstein fließt der Mehrbach durch den Naturpark Rhein-Westerwald.

### Zuflüsse
Linksseitige Zuflüsse sind von der Quelle her gesehen der Werkhausener Bach, der Weyerbuscher Bach und der Ahlbach. Rechtsseitige Zuflüsse sind die Bäche Retterserbach (in seinem Quellgebiet Scherenbach und bei Ersfeld auch Peschbach genannt), Friesbach, Maulsbach, Hirzbach und der Krumbach.

## Geschichte
Der Mehrbach bildete in seinem mittleren und unteren Verlauf jahrhundertelang die Grenze zwischen verschiedenen landesherrschaftlichen Territorien.
Von der Einmündung des Hirzbachs bis zur Mündung in die Wied gehörte die rechte Seite des Mehrbachs von der Mitte des 13. Jahrhunderts bis 1803 zum Kurfürstentum Köln, danach kurz bis 1806 zum Fürstentum Wied-Runkel. Die linke Seite des Mehrbachs gehörte, mit einer kurzen Unterbrechung im 17. Jahrhundert, zur Grafschaft Sayn und zuletzt bis 1799 zur Grafschaft Sayn-Hachenburg, danach bis 1806 zum Fürstentum Nassau-Weilburg.
Ab 1806 gehörten beide Seiten des Mehrbachs zum Herzogtum Nassau und ab 1815 zum Königreich Preußen und zum Regierungsbezirk Koblenz. Im Rahmen der preußischen Verwaltungsgliederung kam 1816 die vorherige kurkölnische rechte Seite zum Kreis Neuwied und die vorherige saynische linke Seite zum Kreis Altenkirchen.
Gleichzeitig bildete der Mehrbach lange Zeit auch eine konfessionelle Grenze. Die Ortschaften links des Mehrbachs gehörten seit der Mitte des 16. Jahrhunderts der lutherischen, später auch der reformierten Konfession an, die Ortschaften rechts des Mehrbachs blieben katholisch.

## Kulturelles
1986 legte der Bildhauer und Maler Erwin Wortelkamp bei Hasselbach einen für die Öffentlichkeit zugänglichen und durch den Verlauf des Mehrbachs geprägten 10 ha großen Skulpturenpark an, Im Tal, an dessen Gestaltung über 40 Künstler und Landschaftsbauer mitwirkten.
Seit 1967 gibt es das überregional bekannte Blasorchester Mehrbachtal e. V., gegründet in der Gemeinde Forstmehren.